# 竹中友紀子
竹中 友紀子（たけなか ゆきこ、1976年1月31日 - ）は、日本のモデル。岐阜県岐阜市出身。岐阜県立岐阜高等学校卒業。岐阜大学工学部卒。
身長160cm。血液型B型。株式会社ジオット所属。
趣味はジャズダンス、登山、ヨガ、着物を着ること。特技はピアノ、ビーズアクセサリー製作。雑種の猫を飼っている。好きな色は白。

## 出演

### CM
- 石屋製菓 白い恋人（2003年）
- 日産自動車 日産70周年 室内環境パッケージ（2003年）
- 花王 クイックルワイパー ハンデイ（2006年～）
- サントリー diet's（2006年）
- 日立製作所 W43H（2006年）
- アテニア化粧品（2007年）
- NTTコミュニケーションズ プラチナ・ライン（2007年）
- ヤマト運輸（2008年）

### スチル
- Yahoo!Travel
- TOHOシネマズ ママズ クラブ シアター ポスター
- 森永乳業 チルミル（スチル・Web・VP）
- 三井不動産
- NTTドコモ
- TOYOTA G-BOOK
- 東武鉄道
- ノエビア化粧品
- 阪急百貨店
- メナード化粧品

### テレビドラマ
- 黒い報告書（2012年） - 西園寺百恵 役
- あぽやん〜走る国際空港（2013年、TBS） - 森尾聡美 役
- グッドパートナー 無敵の弁護士（2016年） - 原真利奈 役
- ただいま 大須商店街（2019年1月2日、東海テレビ） -   杉山大作の秘書 役[1]
- 純喫茶に恋をして 第5話（2020年、フジテレビTWO）

### 雑誌
- 小学館 precious メイクページ

### 写真集
- AQUARIUS（2001年、株式会社アサヒコーポレーション、撮影：山口よしと）